# Morga (Hiszpania)
Morga – gmina w Hiszpanii, w prowincji Biskaja, w Kraju Basków, o powierzchni 14,43 km². W 2011 roku gmina liczyła 406 mieszkańców.